# Kuroko no basket
Kuroko no basket, ook wel Kuroko's Basketball genoemd, is een mangaserie. In 2014 werden er wereldwijd van deze manga meer dan 27 miljoen exemplaren verkocht. De schrijver is Tadatoshi Fujimaki. In 2012 is van deze manga een anime gemaakt.

## Verhaal
Het verhaal van Kuroko No Basket gaat over zes tieners die getalenteerd zijn in basketbal. De tieners zaten in een basketbalploeg van hun school. Ze versloegen al hun tegenstanders en waren het beu om altijd te winnen. Het team besloot daarop om niet langer in één team te spelen. Om dat te bereiken zijn alle leden naar verschillende scholen gegaan. Kuroko, de protagonist, hoopte om met zijn nieuwe team zijn ex-teamgenoten te verslaan.

## Video Games
Kuroko No Basket heeft tot nu toe drie games die uit zijn gebracht in Japan. De eerste is Kuroko's Basketball: Kiseki no Game (黒子のバスケ キセキの試合) dat in 2012 uit kwam. De tweede is Kuroko's Basketball: Shōri e no Kiseki (黒子のバスケ -勝利へのキセキ) dat in 2014 uit werd gebracht. De derde is Kuroko's Basketball: Mirai e no Kizuna (黒子のバスケ 未来へのキズナ) dat in 2015 klaar was.

## Leesboek
Voor de anime waren er ook vijf leesboeken geschreven door Sawako Hirabayashi. Ze werden "Kuroko's Basketball: Replace and illustrated" genoemd. Elk boek gaat over de zes tieners van de ploeg van Kuroko. Het eerste boek kwam uit in 2011.